# Cừu lai dê
Cừu lai dê hay dê lai cừu là giống lai giữa dê (Capra hircus) và cừu (Ovis aries). Cừu có 54 nhiễm sắc thể đã kết hợp với dê có 60 nhiễm sắc thể và tạo ra một sinh vật lai ghép. Sự ra đời của một con cừu lai dê là một sự kiện rất hiếm. Dạng lai giống chéo này xảy ra giữa dê và cừu. Tuy nhiên, bào thai thường chết trước khi ra đời.

## Các trường hợp
Một con dê lai cừu ra đời ở thành phố Scottsdale, bang Arizona, Mỹ đã khiến nhiều người dân bất ngờ với sự lai tạo. Con dê lai cừu này được người chủ của mình đặt tên là Butterfly (con bướm). Butterfly là thành quả của sự lai tạo giữa một con cừu cái với một chú dê lùn đực. Butterfly có mặt giống một con dê nhưng lông và đuôi của nó lại mang nét đặc trưng của loài cừu. Nó là một con dê lai cừu rất năng động, thân thiện và thông minh.
Một trường hợp khác, Một con vật nửa cừu nửa dê chào đời trong nông trại ở Ireland. Hiện tại nó khỏe mạnh và chạy rất nhanh. Người chủ trang trại nói ông không cố tình lai giống con vật, mà rất có thể nó là kết quả của cuộc giao phối giữa một con dê và một con cừu. Không chỉ khỏe mạnh, con cừu lai dê còn chạy nhanh hơn những con cừu ra đời cùng ngày với nó.
Một câu chuyện lai thú vị giữa cừu và dê tương tự cũng xảy ra ở Đức, tại nông trang. Một chú dê đực đã vô tình nhảy qua rào và có cuộc giao phối trong đêm với một con cừu cái. Kết quả là, chú cừu lai dê có tên Lisa đã ra đời. Con vật này có hình dáng và tầm vóc giống với một con cừu bình thường nhưng lại có màu lông và chân sau giống dê.
Một trường hợp lai giống khác thường giữa cừu và dê đã được các bác sĩ thú y ở Botswana khẳng định thành công năm 2000. Chú cừu dê này được gọi là Toast, được sinh ra tự nhiên khi cho phối giống giữa cừu bố và dê mẹ. Con Toast mang đầy đủ đặc trưng của cả bố và mẹ, gồm bộ lông thô có những sợi len bên trong, chân dài như chân dê và thân hình nặng nề như cừu.
Geep là sản phẩm từ phôi thai của một con cừu và một con dê. Nó chứa cả tế bào lấy từ phôi thai của một con cừu và một con dê, đây là động vật quái dị có đầu dê, nhưng lông lại là của một con cừu. Tuy chưa được xếp vào diện siêu quái dị nhưng nó đã gây sửng sốt về mặt sinh học, và từ bấy đến nay đã có rất nhiều thành tựu khác trong lĩnh vực sinh học được người ta ngụy biện để phục vụ nghiên cứu và chữa bệnh của con người trở thành tiêu điểm cho rất nhiều tranh cãi gay gắt.